# Referèndum consultiu de Veneçuela de 2023
El referèndum consultiu veneçolà de 2023 va tenir lloc el 3 de desembre de 2023. Va ser aprovat per l'Assemblea Nacional de Veneçuela, sota la direcció del president Nicolás Maduro, amb l'objectiu de conèixer l'opinió de la població veneçolana sobre la qüestió de la Guaiana Essequiba, un territori reivindicat per Veneçuela però actualment governat i reconegut internacionalment com a part de la República Cooperativa de Guyana. Les 5 preguntes que formen el referèndum van ser aprovades amb una percentatge entre el 95 i el 98%.

## Preguntes referendàries

Mapa de Veneçuela, incloent la reivindicació de la Guaiana Essequiba.

El referèndum va incloure cinc preguntes, que van ser aprovades pel Consell Nacional Electoral el 23 d'octubre de 2023 i posteriorment ratificades per la Sala Constitucional del Tribunal Suprem de Justícia de Veneçuela l'1 de novembre.

### 1a pregunta
| « | (castellà) ¿Está usted de acuerdo en rechazar, por todos los medios, conforme a derecho, la línea impuesta fraudulentamente por el Laudo Arbitral de París de 1899, que pretende despojarnos de nuestra Guayana Esequiba? | (català) Està d'acord a rebutjar, per tots els mitjans, d'acord amb el dret, la línia imposada fraudulentament pel Laude Arbitral de París de 1899, que pretén desposseir-nos de la nostra Guaiana Essequiba? | » |

| Sí o no     | Vots | Percentatge |
| ----------- | ---- | ----------- |
| Sí          | '    | 97,83%      |
| No          |      | 2,17%       |
| Vots totals |      | 0%          |
| Font:       |      |             |

La pregunta es refereix a un laude, és a dir, una sentència d'arbitratge internacional, dictada per un tribunal arbitral establert a París el 3 d'octubre de 1899. Aquest tribunal es va establir per un acord internacional entre els Estats Units, que actuava com a representant de Veneçuela, i el Regne Unit, que en aquell moment governava el que actualment és el territori de Guyana com a colònia de la Guaiana Britànica, per resoldre la crisi veneçolana de 1895.

### 2a pregunta
| « | (castellà) ¿Apoya usted el Acuerdo de Ginebra de 1966 como el único instrumento jurídico válido para alcanzar una solución práctica y satisfactoria para Venezuela y Guyana, en torno a la controversia sobre el territorio de la Guayana Esequiba? | (català) Recolza vostè l'Acord de Ginebra de 1966 com l'únic instrument jurídic vàlid per assolir una solució pràctica i satisfactòria per a Veneçuela i Guaiana, pel que fa a la controvèrsia sobre el territori de la Guaiana Essequiba? | » |

L'Acord de Ginebra de 1966 és un tractat en vigor entre Veneçuela i Guyana que estableix els passos per arribar a la resolució de la disputa territorial.
| Sí o no     | Vots | Percentatge |
| ----------- | ---- | ----------- |
| Sí          | '    | 98,11%      |
| No          |      | 1,80%       |
| Vots totals |      | 0%          |
| Font:       |      |             |

### 3a pregunta
| « | (castellà) ¿Está usted de acuerdo con la posición histórica de Venezuela de no reconocer la jurisdicción de la Corte Internacional de Justicia para resolver la controversia territorial sobre la Guayana Esequiba? | (català) Està d'acord amb la posició històrica de Veneçuela de no reconèixer la jurisdicció del Tribunal Internacional de Justícia per resoldre la controvèrsia territorial sobre la Guaiana Essequiba? | » |

| Sí o no     | Vots | Percentatge |
| ----------- | ---- | ----------- |
| Sí          | '    | 95,40%      |
| No          |      | 4,10%       |
| Vots totals |      | 0%          |
| Font:       |      |             |

### 4a pregunta
| « | (castellà) ¿Está usted de acuerdo en oponerse, por todos los medios, conforme a derecho, a la pretensión de Guyana de disponer unilateralmente de un mar pendiente por delimitar, de manera ilegal y en violación del derecho internacional?" | (català) "Està d'acord a oposar-se, per tots els mitjans, d'acord amb el dret, a la pretensió de Guaiana de disposar unilateralment d'un mar pendent de delimitar, de manera il·legal i en violació del dret internacional?" | » |

| Sí o no     | Vots | Percentatge |
| ----------- | ---- | ----------- |
| Sí          | '    | 95,94%      |
| No          |      | 4,06%       |
| Vots totals |      | 0%          |
| Font:       |      |             |

### 5a pregunta
| « | (castellà) ¿Está usted de acuerdo con la creación del estado Guayana Esequiba y que se desarrolle un plan acelerado para la atención integral a la población actual y futura de ese territorio, que incluya entre otros el otorgamiento de la ciudadanía y cédula de identidad venezolana, conforme al Acuerdo de Ginebra y el Derecho Internacional, incorporando en consecuencia dicho estado en el mapa del territorio venezolano? | (català) Està d'acord amb la creació de l'estat (federal) de Guaiana Essequiba i amb el desenvolupament d'un pla accelerat per a l'atenció integral a la població actual i futura d'aquest territori, que inclogui, entre d'altres, el lliurament de la ciutadania i el document d'identitat veneçolà, d'acord amb l'Acord de Ginebra i el Dret Internacional, incorporant en conseqüència aquest estat en el mapa del territori veneçolà? | » |

| Sí o no     | Vots | Percentatge |
| ----------- | ---- | ----------- |
| Sí          | '    | 95,93%      |
| No          |      | 4,07%       |
| Vots totals |      | 0%          |
| Font:       |      |             |

## Reaccions
La decisió de convocar aquest referèndum ha suscitat una gran preocupació i crítiques a nivell internacional. El govern de Guyana va condemnar el referèndum i les preguntes proposades, sol·licitant la intervenció del Tribunal Internacional de Justícia contra Veneçuela. La secretària general de la Commonwealth of Nations, Patricia Scotland, també va condemnar el referèndum i va expressar el suport de l'associació a la integritat territorial de Guyana, suport expressat també per la Comunitat del Carib que també va demanar "aferrar-se al Dret Internacional". L'Organització dels Estats Americans va condemnar el referèndum per considerar-lo "il·legal segons l'Acord de Ginebra de 1966".